# Асен Дурмишев
Асен Любенов Дурмишев (роден на 10 февруари 1938 г. в Мокреш, починал на 6 ноември 2006 г. в София) е български лекар, учен и политик. Професор по кожни и венерически болести.

## Медицинска кариера
Завършва висшето си образование по медицина във Висшия медицински институт, гр. София през 1965. Специализира кожни и венерически болести в София, ИСУЛ (1965-1969); Москва, ЦКВИ (1977); Рим, Университет „Ла Сапиенца“ (1983); Университет Неапол, (1983); Любляна (1991); Париж и Виена (1994). Кандидат на медицинските науки (PhD) от 1976 г., доктор на медицинските науки (DSc) от 1989 г. От 1990 е професор към [Катедра по дерматология и венерология] при Медицинския факултет София. От 1984 до 2001 е завеждащ клиника при Университетска болница „Александровска“, София, директор на Институт по дерматология и венерология (1989–1991), а от 1991 до 1996 е ръководител на Катедра по дерматология и венерология на Медицинския факултет. Главен републикански специалист по дерматология и венерология от 1990 до 1997.
Основател, председател и почетен председател на „Софийските дерматологични дни“.
Проф. д-р Асен Дурмишев е членувал в Българското дерматологично дружество, Society for Cuitaneous Ultrastructural Research, (SCUR); European Academy of Dermatology and Venereology, (EADV); European Society for Dermatological Reaserch, (ESDR); American Academy of Dermatology, (AAD). Редовен член на Българската Национална Академия по Медицина от създаването и през 1995 до 2006, почетен член на дерматологичните дружества на Русия и Северна Македония и Научното дружесво Sigma Xi, Ню Джърси, САЩ (2006).
Главен редактор на списание „Дерматология и венерология“ (София) от 1992 до 2006. Членувал е в редколегиите на списанията „Българска медицина“, „Психосоматична медицина“, „Turkish Journal of Dermatopathology“ (Анкара) и „Acta Dermatovenerologica Alpina Pannonica et Adriatica“ (Любляна).
Носител е на наградата „Професор Богомил Берон“ и медал за принос в дерматологията на 27 Конгрес на Полското дерматологично дружество, Вроцлав, 2001.
Проф. д-р Асен Дурмишев е автор на 243 научни труда, от които 199 в периодични списания (85 на английски, немски или френски език), автор на 5 монографии и съавтор в 39 книги, сборници, учебници, наръчници, енциклопедии; автор е на интерактивен филм за обучение на студенти по дерматология. Участвал е с доклади в 148 национални и международни конгреси, симпозиуми и конференции. През 2004 година заедно със сина си д-р Любомир Дурмишев издава книгата „Приложна дерматотерапия“.
Последната съвместна книга на проф. Асен Дурмишев и д-р Любомир Дурмишев „Dermatomyositis: Advances in Recognition, Understanding and Management“ на издателство Springer излиза от печат през март 2009 г.

## Политическа дейност
Избран е за народен представител в XXXIX народно събрание от парламентарната група на НДСВ. Член е на „Комисия по труда и социалната политика“, а от 2002 до 2005 г. е и председател на „Комисия по образованието и науката“. Участва в Съвета на фондация „Еврика“.
След продължително боледуване почива на 6 ноември 2006 г.